# Hilara tonsilis
Hilara tonsilis är en tvåvingeart som beskrevs av Collin 1933. Hilara tonsilis ingår i släktet Hilara och familjen dansflugor. Inga underarter finns listade i Catalogue of Life.